# 加納町
加納町（かのうちょう）は、かつて岐阜県稲葉郡に存在した町で、現在の岐阜市南部に当たる旧城下町である。
江戸時代に中山道の加納宿の宿場町、加納藩の城下町であった土地であり、関ヶ原の戦い以前と明治維新以後の「岐阜」に当たる。

## 歴史
- 1601年（慶長6年） - 徳川家康の命により中山道が整備され、加納宿が設置される。
- 1601年（慶長6年） - 岐阜城が破却され、加納城が築城される。加納城は加納藩主の居城となる。
- 江戸時代、加納は中山道の宿場町と加納城の城下町の両方の特徴をもった町となり、加納藩領であった。
- 1883年（明治16年） - 旧加納宿から東加納町と西加納町が成立。
- 1897年（明治30年）4月1日 - 東加納町、西加納町、下加納村が合併して加納町となる。
- 1940年（昭和15年）2月11日 - 加納町が岐阜市に編入される。

### 岐阜市への編入の経緯
本来、「岐阜」と「加納」は同地異質の城下町であるが、1888年の市町村制度が施行された際に、別個の自治体として存在していた。岐阜市と加納町との合併は、1913年（大正2年）に岐阜駅が現在地に移転した頃から検討されたが、1934年（昭和9年）に岐阜県師範学校が岐阜市長良に移転した問題をきっかけに頓挫する。
その後、地名に「加納」の文字を残すこと、岐阜駅、東海道本線下に地下道を設けるなどを条件に、1940年（昭和15年）1月23日に岐阜市への編入案が可決され、同年2月11日に編入された。

## 交通
- 東海道本線・高山本線
  - 岐阜駅
- 名古屋鉄道名岐線
  - （旧）加納駅・広江駅・茶所駅 ※広江駅 - 茶所駅間にあった安良田町駅（現・加納駅）は岐阜市内。

## 旧跡・観光・特産品
特産品としては美濃和紙を使用した岐阜和傘がある。
町内には加納藩時代からの名所がいくつかある。国の史跡に指定されている加納城跡をはじめ、加納宿、加納天満宮、加納八幡神社などがある。
町政時代の名所としては、1926年（大正15年）竣工の旧加納町役場が存在していた。武田五一設計で、鉄骨鉄筋コンクリート造2階建ての近代建築。国の登録有形文化財にも登録されていたが、耐震性の問題などから2016年に取り壊され、跡地は中山道加納宿まちづくり交流センターになっている。

## 教育機関
- 岐阜県女子師範学校 （現・岐阜大学教育学部）
- 岐阜県立加納高等女学校 （現・岐阜県立加納高等学校）
- 岐阜県立岐阜第二中学校 （現・岐阜県立加納高等学校）
- 加納町立加納尋常高等小学校 （現・岐阜市立加納小学校）
- 加納町立加納第二尋常小学校 （現・岐阜市立加納西小学校）

## 出身・ゆかりのある人物
- 平生釟三郎 - 政治家、実業家、甲南学園創立者
- 仙波太郎 - 陸軍中将、衆議院議員